# Richard Best (baron Best)
Pour les articles homonymes, voir Richard Best et Best.
Richard Stuart Best (né le 22 juin 1945) est un dirigeant britannique du logement social et membre de la Chambre des lords. 

## Biographie
Fils de Walter Best et Frances Chignell, il fait ses études à la Shrewsbury School et à l'Université de Nottingham. Il épouse Ima Akpan en 1970, divorce en 1976, puis se remarie avec Belinda Stemp en 1978. Il a deux filles et deux fils avec ses deux femmes. 
De 1970 à 1973, il est directeur du British Church Housing Trust, puis de la National Federation of Housing Associations 1973–1988. De 1988 à décembre 2006, il dirige la Joseph Rowntree Foundation et Joseph Rowntree Housing Trust. Il a beaucoup écrit sur le logement et participe à des commissions sur le logement pour l'Irlande du Nord, Westminster, Birmingham, Glasgow et Hull. 
Best est membre de la commission des affaires intérieures de l'UE de la Chambre des Lords. Il est également président du groupe parlementaire multipartite sur le logement et les soins aux personnes âgées et a été président de l'Association du logement de Hanovre 2006-2015. Il est président de l'Association du gouvernement local 2007–2016, commissaire de la Commission de développement rural 1989–1998, administrateur et trésorier de la Royal Society of Arts 2007–2014, membre du Conseil consultatif du NCVO 2008–2016. 
Le 4 juin 2001, il est créé pair à vie avec le titre de baron Best, de Godmanstone dans le comté de Dorset. Il siège en tant que crossbencher indépendant à la Chambre des lords. 
Il est nommé Officier de l'Ordre de l'Empire britannique (OBE) dans les honneurs du Nouvel An 1988. 
Il reçoit des diplômes honorifiques des universités de York et de Sheffield. En septembre 2014, il est élu Fellow de l'Académie des sciences sociales . Il est également membre honoraire du RIBA. Il est lieutenant adjoint (DL) du North Yorkshire . 